# ماريا دا قلوريا كارفاليو
ماريا دا قلوريا كارفاليو (بالبرتغالية: Maria da Glória Carvalho‏) هي عارضة برازيلية، ولدت في 15 أغسطس 1950 في Nossa Senhora da Glória, Sergipe ‏ في البرازيل.